# نيا خارافغي
نيا خارافغي (Νέα Χαραυγή) هي مدينة في كوزاني في مقاطعة فوريا إلادا في اليونان.